# Бруссер, Григорий Михайлович
Григорий Михайлович Бруссер (25 июля 1898 г. — 5 ноября 1960 г.) — генерал-майор артиллерии СССР. Начальник штаба артиллерии Ленинградского фронта.

## Биография
Родился 25 июля 1898 года в Москве. Окончил неполную гимназию. Начал службу в Красной армии в 1919 году. С 1919 по 1921 годы принимал участие в Гражданской войне. В 1926 году успешно выпустился из Артиллерийской школы. Командовал различными подразделениями артиллерии. В 1934 году окончил Военную академию имени М. В. Фрунзе. Командовал полком, впоследствии был начальником артиллерии стрелковой дивизии.
Все время Великой Отечественной войны провёл на Ленинградском фронте. Принимал участие в боевых действиях и как рядовой боец.
Командовал артиллерией 2 дивизии народного ополчения. Командовал штабом артиллерии 23 армии.
С ноября 1943 годы был в должности начальника штаба артиллерии фронта.
29 марта 1944 года Бруссер получил звание генерал-майора артиллерии.
После окончания Великой Отечественной войны командовал артиллерией Ленинградского военного округа.
Ушёл в отставку 24 декабря 1951 года.
Умер 5 ноября 1960 года в Ленинграде, похоронен на Серафимовском кладбище.

## Награды
- Медаль «За оборону Ленинграда» (22. 12. 1942 г.).
- Орден Суворова 2 степени (24. 01. 1943 г.)
- Орден Красного Знамени (24. 01. 1943 г.).
- Орден Красного Знамени (22. 06. 1944 г.).
- Орден Красного Знамени (03. 11. 1944 г.).
- Медаль «За победу над Германией в Великой Отечественной войне 1941—1945 гг.» (09. 05. 1945 г).
- Орден Кутузова 2 степени (29. 06. 1945 г.).
- Орден Ленина (05.11.1946 г.)[3].